# Douglas Adams

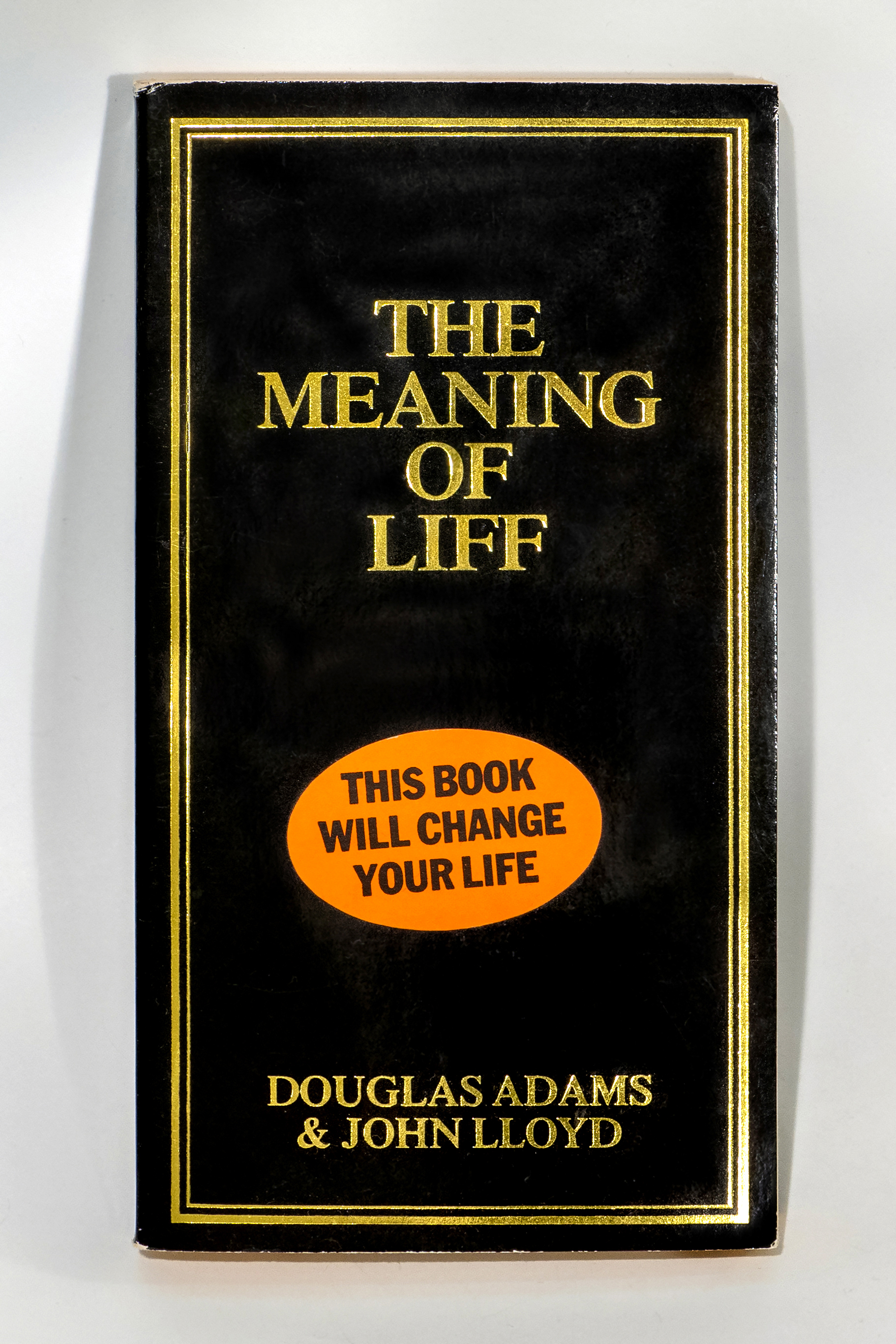
Tapa de un libro de Adams

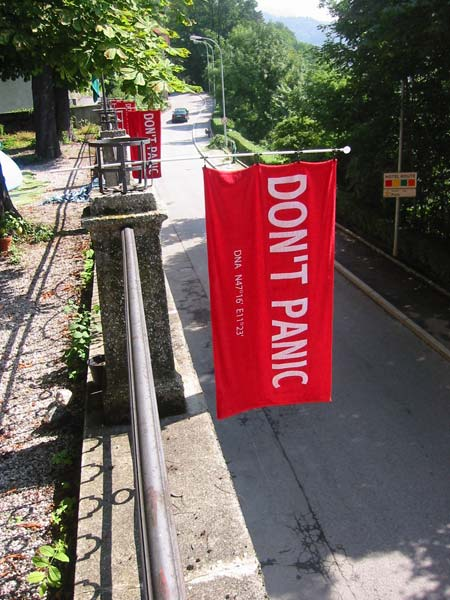
Toallas con la inscripción «Que no cunda el pánico», como homenaje a Douglas Adams. Al lado de las palabras se encuentran los datos GPS de la ciudad de Innsbruck (Austria), donde Adams tuvo la idea de Hitchhiker's Guide to the Galaxy

Douglas Noël Adams (Cambridge, Inglaterra; 11 de marzo de 1952-Santa Bárbara, California, Estados Unidos; 11 de mayo de 2001) fue un escritor y guionista radiofónico inglés, famoso principalmente por su serie La guía del autoestopista galáctico. En el momento de su muerte la serie había vendido más de quince millones de ejemplares. También era conocido por sus iniciales DNA, o —debido a su firma ilegible— como Bop Ad o Bob.

## Biografía
Adams nació en Cambridge el 11 de marzo de 1952, hijo de Christopher Douglas Adams (1927–1985), consultor de gestión y vendedor de computadoras, antiguo oficial de libertad condicional y conferenciante sobre técnicas de terapia grupal de libertad condicional, y de la enfermera Janet (1927–2016), de soltera Donovan La familia se mudó unos meses después de su nacimiento al East End de Londres, donde nació su hermana Susan tres años más tarde.
A la edad de siete años, Adams se mudó a Brentwood, Essex, con su madre tras el divorcio de sus padres. Allí creció junto a su hermana Sue. En 1964, su madre volvió a casarse. De ese matrimonio nacieron los medio hermanos de Adams, Heather, Jane y James.
En 1969 ingresó en la Brentwood School en Essex, donde comenzó a interesarse por las ciencias naturales. Fue en esta época cuando empezó a escribir textos que recibieron el apoyo de sus profesores y con los que ganó algún premio literario menor. Su primera publicación —una revista juvenil de ciencia ficción— fue una historia breve en tono de humor sobre un hombre que pierde su conciencia en el Metro de Londres y la encuentra en la oficina de objetos perdidos.
Más tarde estudió filología inglesa en la Universidad de Cambridge, donde participó en el grupo de teatro cómico Cules. Durante sus estudios trabajó como becario para poderse costear un largo viaje por Europa, incluida Turquía. Fue en uno de estos viajes donde tuvo la idea de su obra más famosa, la Guía del autoestopista galáctico, que le vino cuando estaba en un prado en Innsbruck leyendo un libro sobre el autoestopismo por Europa.
Él mismo describió el acontecimiento de esta manera:

The idea for the title first cropped up while I was lying drunk in a field in Innsbruck, Austria, in 1971. Not particulary drunk, just the sort of drunk you get when you have a couple of stiff Gössers after not having eaten for two days straight.
La idea del título surgió mientras yo estaba ebrio acostado en un campo en Innsbruck (Austria) en 1971. No particularmente ebrio, sino la clase de ebriedad que tienes cuando tienes un par de Gössers fuertes después de no haber comido nada en dos días seguidos.

Adams trabajó durante sus estudios universitarios en otro grupo cómico, los Footlights, el cual luego daría origen a Monty Python. En 1974 terminó sus estudios con el firme propósito de convertirse en escritor.
Al principio tuvo un éxito modesto. Trabajó, entre otros, con Graham Chapman, del grupo Monty Python. En el penúltimo episodio de Monty Python's Flying Circus apareció como Pepperpot with nuclear missile, y en el último capítulo, Party Political Broadcast on Behalf of the Liberal Party, colaboró como guionista.
En 1977 consiguió firmar un contrato decisivo para su futuro para la emisión de un programa de radio sobre ciencia ficción. La emisión se llamó The Hitchhiker's Guide to the Galaxy y fue emitida por primera vez en 1978 por la cadena británica BBC Radio 4. Esta obra, muy modificada y ampliada, fue publicada en forma de trilogía entre 1979 y 1982. El argumento de la emisión radiofónica original se encuentra en el primer volumen. En 1984 apareció un cuarto volumen y en 1992 el quinto. Este último, Mostly Harmless, llevaba el subtítulo Quinto volumen de una trilogía en cuatro tomos.
En 1991 se casó con Jane Belson y en 1994 nació su hija Polly Jane. Al principio vivía con su familia en Londres, pero en 1999 se mudó a California, para el rodaje de la versión cinematográfica de la La guía del autoestopista galáctico.
Adams murió repentinamente el 11 de mayo de 2001 de un infarto que le sobrevino mientras estaba en un gimnasio.

## El Día de la Toalla
El Día de la Toalla se celebra en honor a Douglas Adams el 25 de mayo de cada año desde 2001, justo dos semanas después de su muerte. Ese día, los fanáticos llevan una toalla durante todo el día en recuerdo de La guía del autoestopista galáctico. Hay, pues, cierta similitud con el Bloomsday.
Este homenaje a Douglas Adams se realiza en honor a su obra más famosa y a uno de los rasgos más identificables de su gran obra: la toalla, ya que todo autoestopista galáctico debe llevar una.

## Obras

### Doctor Who
Antes de escribir la serie de La guía del autoestopista galáctico, Adams trabajó en la BBC como guionista y escribió tres capítulos de la serie Doctor Who:
- The Pirate Planet
- Shada
- City of Death

### La guía del autoestopista galáctico
- Guía del autoestopista galáctico (1979; título original: The Hitchhiker's Guide To The Galaxy)

Primera edición publicada en 1983 en España con el título Guía del autoestopista galáctico
- El restaurante del fin del mundo (1980; título original: The Restaurant at the End of the Universe)
- La vida, el universo y todo lo demás (1982; título original: Life, the Universe and Everything)
- Hasta luego, y gracias por el pescado (1984; título original: So Long, and Thanks for All the Fish)
- Informe sobre la Tierra: fundamentalmente inofensiva (1992; título original: Mostly Harmless)

- Guion original de la película The Hitchhiker's Guide to the Galaxy (2005; titulada en España como Guía del autoestopista galáctico y en Hispanoamérica como Guía del viajero intergaláctico). Guion coescrito con Karey Kirkpatrick. Estrenada después de su muerte.

### Dirk Gently
- Dirk Gently, agencia de investigaciones holísticas (Dirk Gently's Holistic Detective Agency, 1987). Publicado por Anagrama en 1989, en la colección Contraseñas.
- Iras celestiales: Una investigación de Dirk Gently (The Long Dark Teatime of the Soul]], 1988). Publicado por Anagrama en 1992, en la colección Contraseñas. La traducción literal del título sería «La larga y oscura hora del té del alma».
- El salmón de la duda (The Salmon of Doubt, 2002). Está inédito en español.

### Otras obras
- The Meaning of Liff (1983, con John Lloyd)
- The Hitchhiker's Guide to the Galaxy: The Original Radio Scripts (1985, con Geoffrey Perkins)
- The Utterly Utterly Merry Comic Relief Christmas Book (1986, editada por Douglas Adams y Peter Fincham), que incluye:

- Young Zaphod Plays it Safe
- The Private Life of Genghis Khan
- A Christmas Fairly Story (sic) por Douglas Adams y Terry Jones
- A Supplement to “The Meaning of Liff” con John Lloyd y Stephen Fry

- The Deeper Meaning of Liff (1990, con John Lloyd, versión extendida de The Meaning of Liff)
- Mañana no estarán: en busca de las más variopintas especies de animales al borde de la extinción (1991, con Mark Carwardine. Título original: Last Chance to See)
- Douglas Adams's Starship Titanic (escrito por Terry Jones —quien afirma que escribió todo el libro estando desnudo— basado en una idea de Adams)
- Guía atea de la Navidad (texto)

## Música
Adams tocaba la guitarra con la mano izquierda y tenía una colección de veinticuatro guitarras para zurdos cuando falleció (habiendo recibido su primera guitarra en 1964). También estudió piano en la década de 1960. Pink Floyd y Procol Harum tuvieron una importante influencia en la obra de Adams.

### Pink Floyd
La biografía oficial de Adams comparte su nombre con la canción "Wish You Were Here" de Pink Floyd. La sección inicial de "Shine On You Crazy Diamond" se incluyó en una sección del tercer episodio de la serie de radio original de The Hitchhiker's Guide to the Galaxy de 1978 (emitida únicamente, omitida en las versiones comerciales). Adams era amigo del guitarrista de Pink Floyd, David Gilmour, y, en el 42.º cumpleaños de Adams, fue invitado a hacer una aparición especial en el concierto de Pink Floyd del 28 de octubre de 1994 en Earls Court, en Londres, tocando la guitarra en las canciones "Brain Damage" y "Eclipse". Adams eligió el nombre para el álbum de Pink Floyd de 1994, The Division Bell, seleccionando palabras de la letra de una de sus pistas, "High Hopes". Pink Floyd y la canción "Set the Controls for the Heart of the Sun" en particular, inspiraron a Adams a crear la banda de rock Disaster Area, que aparece en The Restaurant at the End of the Universe y que planea estrellar una nave espacial contra una estrella cercana como un truco durante un concierto. Gilmour también actuó en la conmemoración de Adams en 2001 y en la fiesta de lo que habría sido el 60º cumpleaños de Adams en 2012.

## Juegos de computadora y proyectos
Douglas Adams creó una versión de ficción interactiva de The Hitchhiker's Guide to the Galaxy con Steve Meretzky de Infocom en 1984. En 1986 participó en una sesión de tormenta de ideas de una semana con el equipo de Lucasfilm Games para el juego Labyrinth. Más tarde, también estuvo involucrado en la creación del juego Bureaucracy como parodia de eventos en su propia vida.
Adams fue cofundador y director principal de The Digital Village, una empresa de medios digitales e Internet con la que creó Starship Titanic, un juego de aventuras galardonado con el premio Codie y nominado al BAFTA, que fue publicado en 1998 por Simon & Schuster. Terry Jones escribió el libro acompañante, titulado Douglas Adams' Starship Titanic, ya que Adams estaba demasiado ocupado con el juego de computadora como para hacer ambas cosas. En abril de 1999, Adams inició el proyecto de escritura colaborativa h2g2, un intento experimental de hacer que The Hitchhiker's Guide to the Galaxy fuera una realidad y de aprovechar el poder colectivo de la comunidad en línea. Estuvo alojado por BBC Online desde 2001 hasta 2011.
En 1990, Adams escribió y presentó un programa de documentales para televisión llamado Hyperland, que contó con Tom Baker como "agente de software" (similar al asistente mostrado en el video Knowledge Navigator de Apple con conceptos futuros de 1987) y entrevistas con Ted Nelson, co-inventor del hipertexto y la persona que acuñó el término. Adams fue un adoptante temprano y defensor del hipertexto.

## Creencias personales y activismo

### Ateísmo y opiniones sobre la religión
Adams se describía a sí mismo como un "ateo radical", agregando "radical" para enfatizar que no le preguntaran si se refería a agnóstico. Le dijo a American Atheists que esto transmitía el hecho de que realmente lo decía en serio. Imaginaba una charca sintiente que se despierta una mañana y piensa: "Este es un mundo interesante en el que me encuentro, un agujero interesante en el que me encuentro, ¡me va bastante bien, ¿verdad? De hecho, me va asombrosamente bien, ¡debe haber sido hecho para tenerme en él!" para expresar su incredulidad en el argumento del ajuste fino del universo para Dios.
Permaneció fascinado por la religión debido a su efecto en los asuntos humanos. "Me encanta seguir picoteando y husmeando en ella. He pensado en eso tanto a lo largo de los años que esa fascinación inevitablemente se vierte en mi escritura".
El biólogo evolutivo y ateo Richard Dawkins invitó a Adams a participar en sus Conferencias de Navidad de la Royal Institution (Royal Institution Christmas Lectures) en 1991, donde Dawkins llamó a Adams desde la audiencia para leer un pasaje de The Restaurant at the End of the Universe que satiriza lo absurdo de la idea de que una especie existiría en la Tierra solo para servir como comida a otra especie, como los humanos. Dawkins también utiliza la influencia de Adams para ejemplificar argumentos a favor de la no creencia en su libro de 2006, El espejismo de Dios (The God Delusion). Dawkins dedicó el libro a Adams, a quien bromeando llamó "posiblemente [mi] único converso" al ateísmo y escribió en su muerte que "la ciencia ha perdido a un amigo, la literatura ha perdido a un ilustre, el gorila de montaña y el rinoceronte negro han perdido a un valiente defensor"

### Activismo medioambiental
Adams también fue un activista medioambiental que hizo campañas en nombre de especies en peligro de extinción. Este activismo incluyó la producción de la serie de radio de no ficción Last Chance to See, en la que él y el naturalista Mark Carwardine visitaron especies raras como el kākāpō (Strigops habroptilus) y el baiji (Lipotes vexillifer), y la publicación de un libro relacionado con el mismo nombre. En 1992, esto se convirtió en un CD-ROM que combinaba audiolibro, libro electrónico y presentación de diapositivas de imágenes.
Adams y Mark Carwardine contribuyeron el pasaje 'Meeting a Gorilla' ('Encuentro con un gorila') de Last Chance to See al libro Proyecto Gran Simio (The Great Ape Project). Este libro, editado por Paola Cavalieri y Peter Singer, lanzó un proyecto a mayor escala en 1993, que abogaba por la extensión de la igualdad moral para incluir a todos los grandes simios, tanto humanos como no humanos.
En 1994, participó en una escalada del monte Kilimanjaro mientras llevaba un traje de rinoceronte para la organización benéfica británica Save the Rhino International. El titiritero William Todd-Jones, quien originalmente había usado el traje en el Maratón de Londres para recaudar dinero y crear conciencia para el grupo, también participó en la escalada con un traje de rinoceronte; Adams usó el traje mientras viajaba a la montaña antes de que comenzara la escalada. Se recaudaron alrededor de £100,000 a través de ese evento, beneficiando a escuelas en Kenia y a un programa de preservación del rinoceronte negro en Tanzania. Adams también fue un activo partidario del Fondo para la Protección de los Gorilas Dian Fossey.
Desde 2003, Save the Rhino ha celebrado una Conferencia Memorial Anual Douglas Adams alrededor de la fecha de su cumpleaños para recaudar fondos para campañas medioambientales.